# 萨尔亨特斯德拉洛拉
42°46′11″N 3°52′21″W / 42.7698581°N 3.8725299°W
萨尔亨特斯德拉洛拉，是西班牙卡斯蒂利亚-莱昂布尔戈斯省的一个市镇。总面积86平方公里，总人口167人（2001年），人口密度2人/平方公里。